# Васко Бергамаски
Васко Бергамаски (итал. Vasco Bergamaschi, 29. септембар 1909. — 24. септембар 1979) бивши је италијански професионални бициклиста у периоду од 1930 до 1943. године. Бергамаски је највећи успјех остварио 1935. године, када је освојио Ђиро д’Италију.

## Дјетињство и аматерска каријера
Бергамаски је рођен 29. септембра 1909 године, у Сан Ђакомо деле Сењатеу. Бергамаски је један од најљепших италијанских бициклиста у историји. Добио је надимак Сингапур, због својих соматских особина, сличних оријенталним, док је у родном мјесту добио надимак летећи пекар. Индивидуално је возио 1930, освојио је трку око Мађарске, уз неколико побједа на тркама у Италији и прешао у професионалце, гдје је возио у тиму са великим пријатељем, Леарком Гвером.

## Професионална каријера

### 1932—1934
Године 1932 завршио је трећи на трци Милано—Модена, док је Ђиро д’Италију завршио на 36 мјесту, радећи за Гверу. Бергамаски ниједну етапу није завршио у првих 10. Године 1933, након неуспјеха на Ђиру - који није завршио, возио је Тур де Франс по први пут, Леарко Гвера је био лидер италијанског тима. Најбољи резултат остварио је на етапи 14, коју је завршио на петом мјесту. Бергамаски је Тур завршио на 39 мјесту од 40 возача колико их је завршило трку, док је Гвера освојио друго мјесто. Сезону 1934. почео је са два друга мјеста на критеријумима Емилијано и Лук, након чега је забиљежио неколико четвртих и шестих мјеста, као и 15 мјесо на Сјетском првенству, пред Ђиро. Ђиро д’Италију је коначно освојио Леарко Гвера, док је Бергамаски опет морао напусти трку. Тур де Франс почео је трећим мјестом на првој етапи, а након шестог мјеста на другој етапи - дошао је до другог мјеста у генералном пласману. На четвртој етапи изгубио је 10 и по минута и пао је на четвто мјесто у генералном пласману. На петој и шестој етапи изгубио је још времена, а Тур је напустио на седмој етапи.

### 1935
Прву професионалну побједу остварио је 1935, освојио је Ђиро дел Венето трку, на почетку сезоне. У наставку сезоне завршио је други на Ђиро деле Месина трци, трећи на националном првенству и 17 на Милано—Санрему, након чега је возио Ђиро д’Италију. На Ђиру 1935 по први су вожене по двије етапе у једном дану; од фаворита ту су били: Алфредо Бинда, Леарко Гвера, Костанте Ђирарденго, Ремо Бертони, Доменико Пиемонтези и Андре Ледик, док је Бергамаски дошао на Ђиро као Гверин помоћник. Прва етапа завршена је великим групним спринтом у Кремони, побиједио је Бергамаски. Розе мајицу је изгубио већ на другој етапи, али је дошао до другог мјеста у генералном пласману након четврте етапе. Седма етапа је била историјска, прву побједу је остварио 21-годишњи Ђино Бартали, док је Бергамаски завршио минут и 47 иза, али је завршио минут и по испред Олма, Гвере и Бинде и преузео розе мајицу. Гвера је побиједио на три од наредне четири етапе у спринту, али није могао да надокнади вријеме јер није било бонификације и Бергамаски је остао лидер. На етапи 12, воженој од Рима до Фиренце. На 100 km до циља, Бартали је први прошао преко успона Радикофани, након чега је стигла шеточлана група, у којој је био и Бергамаски. Они су достигли Барталија и Бергамаски је тријумфовао у спринту, повећавши предност у генералном пласману на 3 и по минута. На етапи 15 вожен је хронометар, на коме Бергамаски није изгубио много времена од ривала за побједу и задржао је мајицу. Одлучујућа етапа била је етапа 19, на којој је вожен успон Сестријере, Бергамаски је завршио заједно са другим фаворитима. На последњој, етапи 20, Бергамаски је завршио у групи и освојио је Ђиро, 3 минута и 7 секунди испред Ђузепеа Мартана. Откад је узео розе мајицу на шестој етапи, Бергамаски није био у правој пријетњи да га изгуби. Након Ђира возио је и Тур де Франс. На другој етапи завршио је трећи у спринту, док је добром вожњом на четвртој етапи дошао до осмог мјеста у генералном пласману. Седмим мјестом на етапи 5б дошао је до петог мјеста у генералном пласману. На шестој етапи завршио је трећи, изгубивши у спринту од Ренеа ле Грева, Бергамаски је дошао до трећег мјеста у генералном пласману. На седмој етапи, Антонена Мања је ударио аутомобил, због чега је морао да напусти Тур и Бергамаски је преузео друго мјесто, 12 минута иза Ромена Маса. На деветој етапи, Бергамаски је био у лошој форми, изгубио је преко 20 минута и пао на девето мјесто у генералном пласману. На десетој етапи испао је из првих 10, али је на етапи 13б остварио прву етапну побједу на Туру. Ипак, Тур је морао да напусти током етапе 15. Сезону је завршио другим мјестом на трци Ђиро дела Милано и 17 мјестом на Ђиро ди Ломбардији.

### 1936—1943
Сезону 1936 почео је трећим мјестом на трци Трофео Морчини, након чега је завршио други на Ђиро деле провинција Милано трци. Милано—Санремо завршио је на 13 мјесту, након чега је возио Ђиро д’Италију. Првих осам етапа биле су спринтерске и након осме, Бергамаски је био на петом мјесту у генералном пласману, са истим временом као и лидер - Ђузепе Олмо. На деветој етапи Ђино Бартали је доминантно побиједио, Бергамаски је пао на девето мјесто. На етапи 11 испао је из првих 10, али се добром вожњом на етапи 16 вратио на девето мјесто. На претпоследњој, етапи 20 дошао је до осмог мјеста у генералном пласману, гдје је и завршио Ђиро, 18 минута и 35 секунди иза Барталија. У наставку сезоне није остварио запажене резултате. Године 1936 прешао је у тим Бјанки. Остварио је неколико побједа, док је Ђиро д’Италију завршио на 18 мјесту. Године 1938, Бергамаски је био један од чланова италијанског тима на Тур де Франсу. Радио је за Барталија, који је освојио Тур, док је Бергамаски завршио на 33 мјесту. Сезону 1939 почео је побједом на трци Копа федерале а Пиза, док је завршио други на Ђиро де Умбриа трци. На првенству Италије завршио је пети, након чега је возио Ђиро. Бергамаски је тријумфовао на првој етапи у спринту и узео розе мајицу, коју је изгубио већ на другој етапи и пао на седмо мјесто. На трећој етапи испао је из првих 10 и у наставку је само губио вријеме. Ђиро је завршио на 23 мјесту, сат и по иза побједника Ђованија Валетија. Сезону 1940 почео је побједом на трци Милано—Модена, након чега је завршио други на тркама Копа Марин и Критеријум де Прато. Првенство Италије завршио је на 11 мјесту, док Ђиро д’Италију није успио да заврши, у свом последњем учешћу на Ђиру.
Године 1941, већина трка је била прекинута због Другог свјетског рата. Бергамаски је освојио етапу на Стафета дел Вентенале трци. Завршио је десети на Ђиро ди Ломбардији и 15 на Копа дел Марин трци. Године 1942 није остварио побједу, завршио је други на Тре вали Варезине трци, трећи на Копа дел Марин, У наставку сезоне није имао запаженијих резултата. Ни 1943 није остварио ниједну побједу, остварио је два четврта мјеста на мањим тркама у Италији, девето на Гран при ди Роме, 11 мјесто на првенству Италије, 14 мјесто на Ђиро ди Тоскани и 16 на Копа Натали трци. На крају сезоне завршио је каријеру.